# 戈阿尔·瓦尔塔尼扬

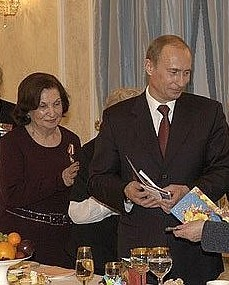
2005年与普京合影

戈阿尔·列沃诺夫娜·瓦尔塔尼扬（1926年1月25日—2019年11月25日），亞美尼亞裔俄罗斯人。苏联时代的情报员，间谍。

## 生平
1926年生于外高加索社会主义联邦苏维埃共和国列宁纳坎市。原姓帕赫万扬。1932年和家人移居伊朗德黑兰，改姓坎达尔扬。15岁时苏德战争爆发，她随后加入了格沃尔克·瓦尔塔尼扬领导的反法西斯小组，在伊朗开展情报工作。1943年作为该小组的一员，参加了德黑兰会议期间的安全任务，以确保三巨头的安全。
在战争年代里，她与格沃尔克·瓦尔塔尼扬并肩战斗。1946年6月30日，两人在德黑兰举行婚礼。1951年，她在埃里温大学外国语学院进修。1956年毕业后，她和丈夫又在世界各地进行了长期的情报收集活动。他们于1986年返回苏联。他们的事迹在许多情报人员和普通百姓的生活中留下了影子，被写入书和文章，拍成电影。
2012年，格沃尔克·瓦尔塔尼扬去世。这对夫妻共同生活了65年。但没有孩子。
2019年11月25日，戈阿尔·瓦尔塔尼扬在莫斯科去世。俄罗斯总统弗拉基米尔·普京表达了哀悼。她于11月29日以军事礼仪安葬在特罗耶库罗夫公墓丈夫墓旁边。俄罗斯对外情报局局长謝爾蓋·納雷什金，前情报局局长米哈伊尔·弗拉德科夫，亚美尼亚总统阿尔缅·萨尔基相等高官出席了纪念仪式。